# Bonnie Langford
Pour les articles homonymes, voir Langford.
Bonnie Langford, née le 22 juillet 1964 à Hampton Court, est une actrice et danseuse anglaise, principalement connue pour avoir été une enfant actrice, pour avoir interprété le rôle de Mel Bush dans la série de science-fiction Doctor Who dans les années 1980. Elle est aussi apparue sur scène dans de nombreuses comédies musicales dans les West End theatres ainsi qu'à Broadway avant de se faire connaître en tant que participante du programme de télé-réalité anglais nommé Dancing on Ice.

## Carrière

### Enfance
Bonnie Langford commence très tôt à apprendre le théâtre dans au St Catherine's School de Twickenham et à l'Académie de théâtre d'Italia Conti. Elle monte sur scène dès l'âge de quatre mois et danse dans des ballets dès l'âge de quinze mois. Elle retient l'attention du public à l'âge de six ans en étant la gagnante de l'émission de radio-crochet Opportunity Knocks ce qui l'amène à tenir le rôle de Violet Elizabeth Bott dans la série télé des années 1970 Just William puis à jouer à Broadway dans Gypsy avec Angela Lansbury. Bonnie Langford apparaît aussi en 1972 dans le rôle de la fille de Scarlett O'Hara dans l'adaptation Londonienne de Scarlett.
En 1976 on la voit dans les films Du rififi chez les mômes et en 1977 dans Wombling Free. À cette époque, elle apparaît régulièrement dans un show pour enfant sur ITV Yorkshire appelé Junior Showtime au côté d'autres enfants stars de l'époque tel que Lena Zavaroni, Neil Reed et Glynn Poole.

### Doctor Who
Entre 1986 et 1987, Bonnie Langford joue le temps d'une saison et demi le rôle de Mel, l'assistante du Docteur dans la série de science fiction Doctor Who. Elle apparaît à l'écran à la fois avec la sixième incarnation du Docteur (jouée par Colin Baker) et la septième incarnation (jouée par Sylvester McCoy) mais arrête toutefois, trouvant son rôle assez peu consistant. Elle reprend le rôle toutefois en 1993 pour l'épisode anniversaire « Dimensions in Time » et dans les années 2000 dans de nombreuses pièces audiophoniques au côté de Colin Baker et Sylvester McCoy. Elle réapparait également dans Le Pouvoir du Docteur en 2022. En 2023, à l'occasion du 60e anniversaire de la série, Langford reprend de nouveau le rôle de Mel dans le troisième épisode spécial, intitulé Le Fabricant de Jouets. Il a aussi été annoncé que l'actrice apparaitrait dans la saison 14, aux côtés du nouveau Docteur, Ncuti Gatwa.

### Danse
Après une traversée du désert dans les années 1990, Bonnie Langford se tourne vers la danse dans les années 2000 et devient mécène de la bbodance. Ainsi, elle co-présente avec Wayne Sleep des programmes de danse comme The Hot Shoe Show. En octobre 2005 elle joue dans Children Will Listen, un spectacle hommage aux 75 ans de Stephen Sondheim au Théâtre de Drury Lane. Elle fait aussi des apparitions en pantomine dans de nombreuses comédies musicales et interprète Peter Pan au Richmond Theatre dans le Surrey (2008/2009) ou la fée des neiges dans une représentation de Cendrillon au  Yvonne Arnaud Theatre de Guildford (2013–2014).
En 2006, elle participe à l'émission de télé-réalité de ITV Dancing on Ice, une compétition de patinage artistique, en partenariat avec Matt Evers. Elle finit troisième malgré les bonnes notes du jury. Elle participera à plusieurs éditions de l'émission en 2007 et 2014 ainsi qu'à une tournée dérivée de la série.

### Autres rôles
Après Dancing on Ice, sa carrière de comédienne redécolle. En 2006, 2009 et 2010 elle joue le rôle de Roxie Hart dans Chicago au West End theatre, ainsi que dans Blanches colombes et vilains messieurs en 2006 et 2007 à Birmingham et Plymouth. En 2007, elle est juge sur une émission de télé réalité de danse, Baby Ballroom: The Championship. En 2012, elle joue dans la tournée anglaise de la comédie musicale de 9 to 5 à la Manchester Opera House.
Depuis avril 2015, elle joue un rôle récurrent dans le soap opera de la BBC EastEnders.

## Vie personnelle
En 1995, elle épouse l'acteur Paul Grunert. En octobre 2000, elle accouche d'une fille, Biana Jay.